# СЕАТ Ибиса
СЕАТ Ибиса (SEAT Ibiza) е лек автомобил, произвеждан от испанския автомобилен проиводител СЕАТ.
От 1993 година моделът използва обща платформа с VW Polo. В България най-популярната генерация на модела е произвежданото о